# Wurmbea hiemalis
Wurmbea hiemalis är en tidlöseväxtart som beskrevs av Rune Bertil Nordenstam. Wurmbea hiemalis ingår i släktet Wurmbea och familjen tidlöseväxter. Inga underarter finns listade i Catalogue of Life.